# Juan Carlos Almada
Juan Carlos Almada (* 15. August 1965 in Morón) ist ein ehemaliger argentinischer Fußballspieler und -trainer. Der Stürmer wurde 1994 ecuadorianischer Meister.

## Karriere

### Spieler
Juan Carlos Almada spielte während seiner Karriere, die 1981 beim Club Almagro begann, bei Vereinen in seiner Heimat Argentinien, Chile und Ecuador. 1997 beendete der Stürmer seine aktive Karriere bei Deportes Concepción. Größter nationaler Erfolg war der Gewinn der ecuadorianischen Meisterschaft 1994 mit dem CS Emelec. Auf internationaler Ebene erreichte er bei der Copa Libertadores 1993 mit Universidad Católica das Finale und wurde mit zehn Treffern Torschützenkönig des Wettbewerbs. Auch in den beiden Finalspielen gegen den FC São Paulo traf er jeweils, jedoch gewann der brasilianische Klub den Pokal.

### Trainer
Almada begann 2009 seine Trainerkarriere bei seinem früheren Verein CSD Defensa y Justicia. Danach war er noch bei unterklassigen Teams in Chile, Argentinien und Ecuador tätig.

### Erfolge
Emelec
- Ecuadorianischer Meister: 1994